# Udotea polychotomis
Espèce
Udotea polychotomis est une espèce d'algues vertes de la famille des Udoteaceae. Cette espèce se trouve sur les côtes de certaines îles du Pacifique, telles que les îles Carolines, dont les États fédérés de Micronésie.